# Ribes laxiflorum
Ribes laxiflorum är en ripsväxtart som beskrevs av Frederick Traugott Pursh. Ribes laxiflorum ingår i släktet ripsar, och familjen ripsväxter. Inga underarter finns listade i Catalogue of Life.

## Bildgalleri

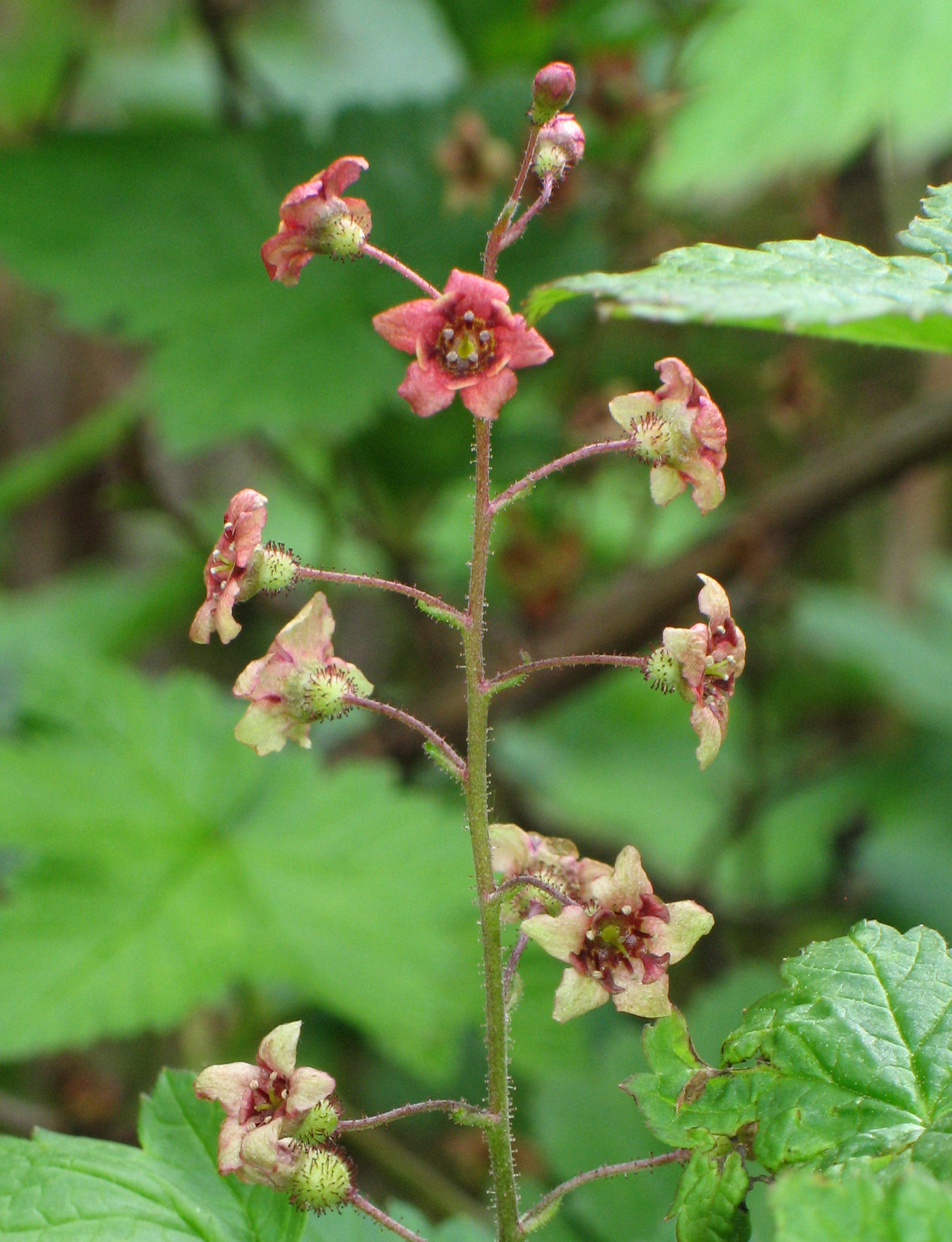
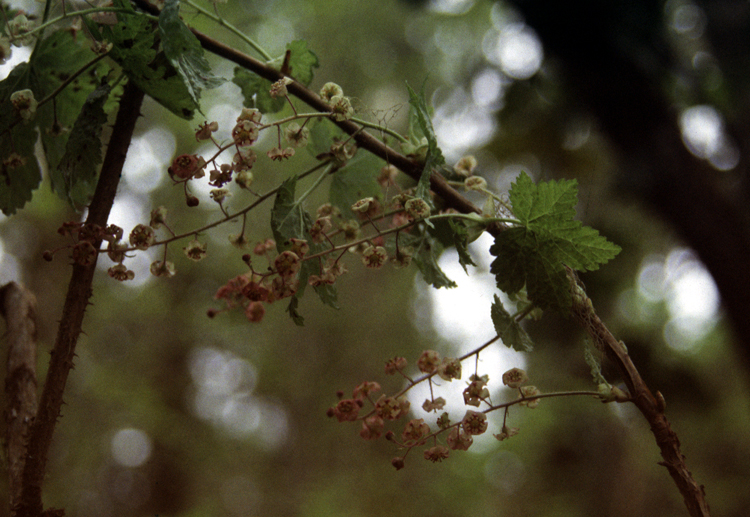